# Коньшинская территориальная администрация
Коньшинская территориальная администрация — сельское территориальное образование в Губкинском городском округе Белгородской области, включающее в себя 6 населённых пунктов. Глава администрации — Кононова Светлана Леонидовна.

## Состав
| Вид населённого пункта | Наименование     | Население |
| ---------------------- | ---------------- | --------- |
| хутор                  | Жилин Колодезь   | 132       |
| хутор                  | Колодезный       | 12        |
| село                   | Коньшино         | 608       |
| хутор                  | Красноплотава    | 12        |
| хутор                  | Красносолдатский | 23        |
| хутор                  | Новоматвеевка    | 11        |